# Nadační fond Škoda Auto
Nadační fond Škoda Auto (NFŠA) byl založen společností Škoda Auto na konci roku 2018 jako nástroj rozvoje regionů, ve kterých má v České republice své výrobní závody. Ve stejném roce do něj darem vložila částku 780 mil. Kč. Nadační fond Škoda Auto se v první fázi zaměřil na systematickou podporu rozvoje Mladoboleslavska, kde navázal na filantropickou činnost zakladatelů společnosti Václava Klementa a Václava Laurina. V roce 2021 rozšířil působnost i do dalších regionů – na Rychnovsko, Vrchlabsko a Jilemnicko. V roce 2023 společnost Škoda Auto finančně podpořila dlouhodobou udržitelnost nadačního fondu další částkou 103,8 mil. Kč. Díky tomuto kroku bude možné významně rozvíjet projekty a aktivity ve výrobních regionech Škoda Auto i v následujících obdobích.
Do roku 2023 financoval NFŠA projekty podporující rozvoj regionů za celkem 313 milionů Kč. Rozsahem poskytnutých prostředků patří mezi pět největších firemních nadací a fondů v České republice.
Vzniku nadačního fondu předcházelo v roce 2016 založení Výboru pro spolupráci, což je platforma pro vzájemnou kooperaci zástupců všech politických stran a uskupení reprezentujících město Mladá Boleslav, společnosti Škoda Auto a Okresní hospodářské komory. Prostřednictvím výboru společnost Škoda Auto investovala do rozvoje svého domovského regionu nad rámec svých grantových programů a veřejně prospěšných aktivit zhruba 55 milionů korun. Podpořila tak více než 221 projektů v oblasti vzdělávání, kultury, sportu a volnočasových aktivit, sociálních služeb, ochrany životního prostředí a bezpečnosti.

## Principy fungování NFŠA
Poskytovaná podpora vychází z potřeb a specifik každého z regionů identifikovaných prostřednictvím studií regionálního rozvoje, průzkumů veřejného mínění a jiných veřejně dostupných dat. Průběžně také probíhají diskuze s občany a místními aktivními organizacemi s cílem získávání zpětné vazby a nových podnětů. Významnými partnery NFŠA jsou zástupci veřejné správy a měst, se kterými nadační fond vede dialog o naplňování dlouhodobých rozvojových projektů a které povzbuzuje v zavádění transformačních strategií.
NFŠA klade důraz na aktivní zapojení odborníků v různých oblastech. U posilování profesionalizace veřejně prospěšných organizací je třeba zmínit Asociaci veřejně prospěšných organizací, Nadaci pro rozvoj občanské společnosti nebo Asociaci poskytovatelů sociálních služeb. V tématu dopravní bezpečnosti spolupracuje fond s Platformou VIZE 0, v oblasti kultury s Bohemian Heritage Fund. Správa Krkonošského národního parku je garantem v otázkách biodiverzity, společně s organizací znesnáze21 pomáhá nadační fond aktivovat veřejnost k podpoře nelehkých životních příběhů. Odbory KOVO zase poskytují důležitý vhled do potřeb zaměstnanců v regionech, ve kterých nadační fond působí.

### Online magazín Nové regiony
NFŠA je také iniciátorem a hlavním partnerem komunikačních platforem Nové Boleslavsko, Nové Rychnovsko a Nové Vrchlabsko, které poskytují prostor všem zajímavým iniciativám, malým subjektům a občanům pro aktivní zapojení do dění v regionech, kde působí. V polovině roku 2023 vznikl s podporou nadačního fondu online magazín Nové Regiony, který se snaží angažovat místní obyvatele, posilovat jejich sounáležitost s místem, kde žijí, a společně tak budovat regionální hrdost.

## Činnost
Aktivity NFŠA směřují k naplňování Cílů udržitelného rozvoje (SDGs) definovaných OSN a jsou zarámovány těmito čtyřmi programovými pilíři:
- Grantové programy na posilování občanské společnosti, kulturního života, dopravní bezpečnosti nebo rozvoje sociálních služeb
- Strategické projekty rozvíjené společně s partnery – revitalizace veřejného prostoru a historických památek
- Kvalitní vzdělávání ve všech vzdělávacích stupních a profesionalizace neziskového sektoru
- Filantropie a dlouhodobé aktivity – podpora angažovanosti obyvatel, veřejných sbírek, odstraňování bariér a snižování prahů

### Grantové výzvy[3]
NFŠA vypisuje pravidelně následující grantové výzvy pro místní aktivní organizace, spolky a veřejně prospěšné organizace:
- Kultura má zelenou – výzva, která podporuje v tvorbě umělce z celé České republiky a obyvatelům Mladoboleslavska, Rychnovska a Vrchlabska nabízí nové kulturní projekty mimořádné kvality.
- Krakonošovy zahrádky – program rozšiřující sedmnáctiletý grant společnosti Škoda – Škoda Stromky. Zaměřuje se na podporu přírody a biodiverzity i ochranu kriticky ohrožených druhů. Klíčovým cílem grantu je snaha o zvýšení zájmu obyvatel o prostředí, v němž žijí, a jejich aktivní zapojení do péče o něj.
- Tady jsem doma – výzva zaměřená na podporu občanské společnosti, sousedských vztahů, mezigeneračního předávání znalostí.
- Region bez bariér – program určený na podporu sociálního začleňování a udržování sociálních vazeb, paliativní péče a podpory neformálně pečujících osob – prioritních témat zjištěných studiemi mapujících stav a potřeby sociálních služeb v regionech, kde NFŠA působí.
- Dopravní prevence – grant se zaměřuje na komunitní aktivity a edukaci v oblasti dopravní bezpečnosti, na vyhledávání nebezpečných míst a sběr dat.
- Dopravně bezpečnostní infrastruktura – grant cílí na podporu infrastrukturních opatření, která zlepší dopravní bezpečnost.
- Zahraniční studijní pobyty pro středoškoláky – program podporující vzdělávání talentovaných středoškolských studentů prostřednictvím kulturně-studijních zahraničních pobytů. Úspěšným studentům poskytuje stipendium na pobyt v zahraničí.

### Strategické projekty
S partnery z veřejné i soukromé sféry rozvíjí NFŠA strategické projekty podporující dlouhodobě udržitelný rozvoj měst, působící pozitivně na kvalitu života obyvatel regionů a naplňující hlavní cíle regionální rozvojové strategie. Mezi nejvýznamnější z nich patří:
- Brána do Českého ráje – dokončení lávky, která obnovuje historickou cestu z Mnichova Hradiště na vrch Horka, jež přeťala výstavba dálnice D10. NFŠA inicioval a finančně zajistil studii, následně se finančně podílel i na realizaci projektu, který zaštítilo město Mnichovo Hradiště, s ateliérem renomovaného architekta Josefa Pleskota.[7]
- Lávka přes řeku Jizeru – projekt, jehož vznik nadační fond inicioval na základě podnětů obyvatel z průzkumů veřejného mínění. Nová lávka pro cyklisty a pěší přes Jizeru u Česany v Mladé Boleslavi měřící 196 metrů navazuje na strategickou dálkovou cyklotrasu Greenway Jizera a je součástí plánované koncepční rekultivace širší oblasti podél řeky až k soutoku s Klenicí. Nábřežní park Jizera vytvoří nové zóny pro odpočinek i trávení volného času, podpoří zachování místní biodiverzity a zároveň poslouží jako bezpečnostní zóna pro ochranu okolní zástavby při záplavách.
- Biotop Kosmonosy – vybudování volnočasového areálu Obora park, jehož součástí je přírodní biotopické koupaliště, které nejen obyvatelům Kosmonos slouží v horkých letních dnech k příjemnému osvěžení a celoročně je využíváno otužilci. Ostatní části areálu jako dětské herní prvky, inline dráha a odpočinkové zóny jsou využívány mnoha návštěvníky po celý rok.[8]

- Lávka „U Kofoly“ – v místech, kde historicky stával most přes řeku Jizeru, nadační fond podpořil výstavbu lávky pro pěší a cyklisty s cílem opět propojit Mnichovo Hradiště s Klášterem Hradiště nad Jizerou.

- Bikesharing – iniciace a dlouhodobá podpora projektu sdílených kol ve všech regionech, kde NFŠA působí. Jeho cílem je zvýšit bezpečnost silničního provozu, nabídnout alternativu k automobilové dopravě a podpořit udržitelnou dopravu v regionech. Úspěšnost projektu ve Vrchlabí a Rychnově nad Kněžnou přinesla efekt i na krajské úrovni a inspirovala Královéhradecký kraj (KHK) k vyhlášení dotačního programu na podporu sdílené cyklomobility. Zároveň došlo k podpisu memoranda v této oblasti mezi KHK a NFŠA.
- Půdní vestavba ZŠ Solnice – rozsáhlá rekonstrukce, která škole pomohla vyřešit nedostatečné kapacity a přinesla moderní zázemí. Vznikly nové podkrovní třídy pro výuku odborných předmětů – IT, hudební a výtvarná výchova.
- Pluhárna – přeměnu historického brownfieldu v centru Mladé Boleslavi na komunitní centrum inicioval nadační fond již v roce 2019. V roce 2023 byla dokončena renovace zdí a podlah v nové hale, proběhla také rozsáhlá rekonstrukce střechy na hale staré. Naplno se tak mohl rozjet letní a podzimní program, do kterého se mohli místní aktivní organizace i jednotlivci přímo zapojit díky vyhlášenému open callu.[9]
- Impact Hub Mladá Boleslav – NFŠA je iniciátorem a jedním ze zakladatelů vznikajícího coworkingového a inovačního centra, které rozšiřuje komunitní aktivity v historické budově Klementinky. Ambicí projektu je vytvořit otevřený prostor, kde se propojí generace, aby mohly vznikat nápady s pozitivním a udržitelným dopadem na společnost. Biotop Kosmonosy

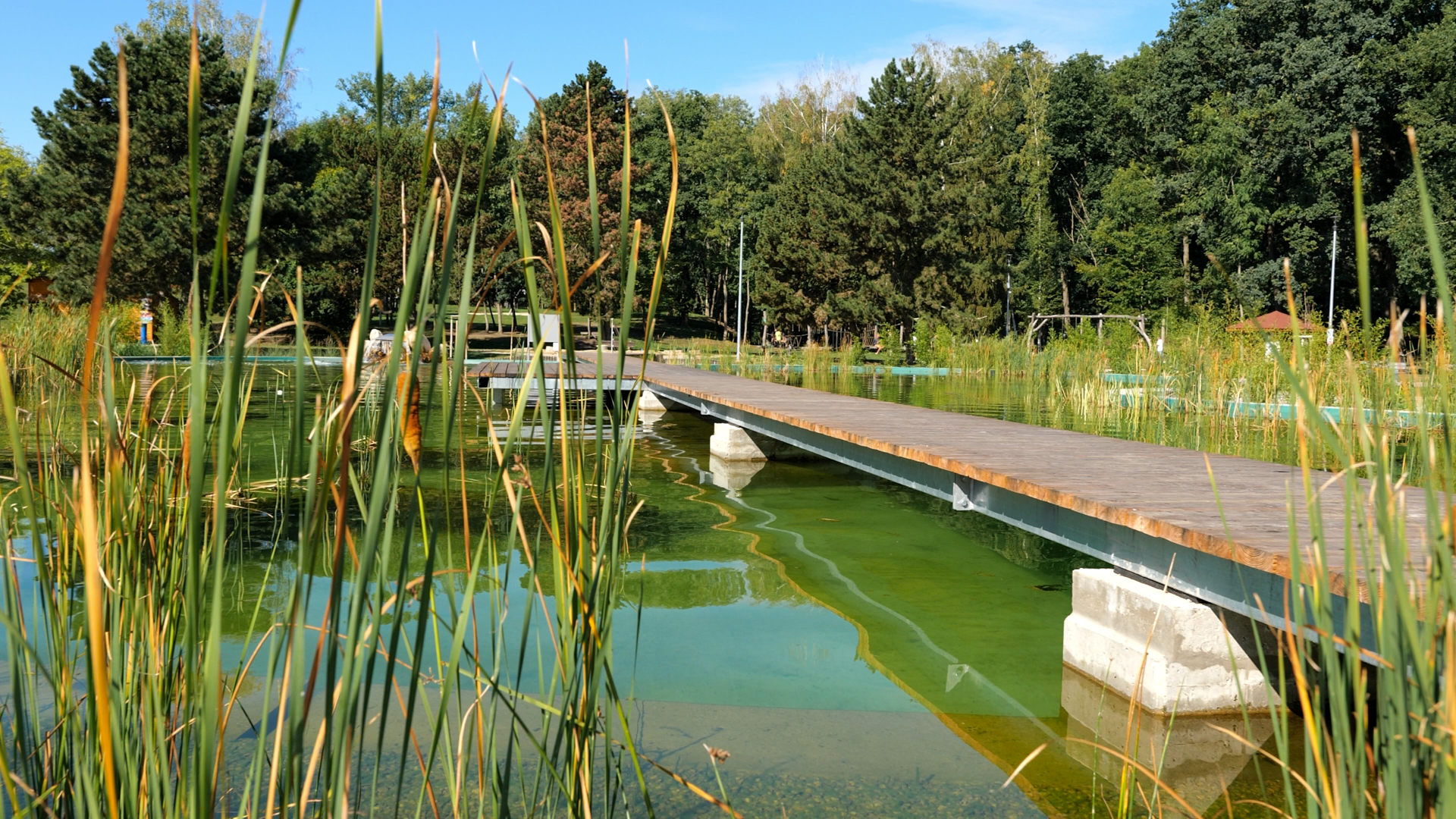
Biotop Kosmonosy

NFŠA pravidelně organizuje zajímavé akce, které jsou určeny široké veřejnosti. Již dvakrát se v Mladé Boleslavi uskutečnil například festival jógy (Jóga Fest) plný vzdělávacích přednášek a workshopů zaměřených na celostní zdraví a různorodých lekcí jógy pro každého: zkušené jogíny a jogínky, rodiče s dětmi i seniory. Organizoval také akci zaměřující se na gaming a osvětu v moderních technologiích Future Playground (dříve pod názvem Gaming Day). V neposlední řadě dvakrát přivedl do Mladé Boleslavi street art festival Město = Galerie, který vyústil ve vznik řady muralů (velkoplošných maleb). Vytvořila je například česká ilustrátorka Toy Box a během doprovodného programu si výtvarné umění vytvářené na veřejných místech vyzkoušely i děti základních škol nebo senioři. Do všech svých domovských regionů NFŠA také přináší festival kutilů a vynálezců Maker Faire.
NFŠA je pravidelně součástí i Škoda Social Week – Týdne sociálních služeb, ekologicky zaměřeného festivalu Zeměfest nebo organizuje festival světla Maják.

### Vzdělávání
Klíčovými součástmi pilíře jsou podpora formálního a neformálního vzdělávání v regionech, dále rozvoj a profesionalizace neziskového sektoru.
Formální a neformální vzdělávání – snahou NFŠA je přispět k vytvoření kvalitních podmínek pro výuku dětí. Cílovými skupinami programů jsou jak školy ve všech vzdělávacích stupních, tak i zřizovatelé škol v jednotlivých regionech, nebo poskytovatelé volnočasových aktivit a školní komunity. V září 2023 se nadační fond stal poprvé partnerem projektu „Darujeme kroužky dětem“, který pomáhá rodinám ve finanční tísni se zajištěním volnočasových aktivit pro děti.  
Rozvoj a profesionalizace veřejně prospěšných organizací – NFŠA dlouhodobě podporuje rozvoj kompetencí těch, kteří se snaží o pozitivní změnu svého okolí. Pravidelně pořádá workshopy „Jak napsat dobrý projekt“ a spustil „Akademii pro neziskové organizace a sociální podniky“, jejímž cílem je nabídnout komplexní vzdělávací, mentorský a poradenský servis a být platformou pro vzájemné sdílení zkušeností. Nadační fond je rovněž partnerem soutěže „Neziskovka roku“ pořádané Nadací rozvoje občanské společnosti. Cílem těchto aktivit je podporovat profesionalizaci neziskových organizací, jejich vzdělávání a zvyšování povědomí o jejich důležitosti a konkrétních aktivitách mezi širokou veřejností.

### Filantropie
V oblasti filantropie NFŠA podporuje veřejné sbírky partnerů i další relevantní projekty.
Veřejné sbírky – NFŠA je partnerem platformy znesnáze21, prostřednictvím které podporuje jednotlivce v tíživých životních situacích v regionech, kde fond působí. Nedílnou součástí spolupráce je zapojení komunity sportovců z řad zaměstnanců Škoda Auto. Vysportované kilometry přes sportovní výzvy ŠKOFIT převádí nadační fond na finanční prostředky, které směřují do regionálních sbírek.

## Ocenění
V roce 2022 získal Nadační fond Škoda Auto od Fóra dárců za aktivity realizované ve spolupráci se Škoda Auto a ODBORY KOVO cenu za 1. místo v kategorii Zaměstnanecká sbírka a zvláštní uznání za efektivní pomoc Ukrajině. Nadační fond také obdržel 2. místo v kategorii Výroční zpráva.
V roce 2021 se Nadační fond Škoda Auto stal členem organizace Fórum dárců a získal ocenění Známka kvality. Ve stejném roce převzal nadační fond Cenu Fóra dárců za 3. místo v kategorii Výroční zpráva.